# Lilek brambor
Lilek brambor, též brambor obecný či brambor hlíznatý (Solanum tuberosum), v běžné řeči jen brambor nebo také brambora, případně i v mnoha lidových a nářečních názvech, ale nejčastěji v množném čísle brambory, je víceletá hlíznatá rostlina z čeledi lilkovité, pěstovaná jako jednoletá plodina. Brambory jsou jednou z nejvýznamnějších zemědělských plodin; větší význam pro lidskou výživu mají pouze pšenice, rýže a kukuřice setá. Za svoji oblibu vděčí nenáročnosti na přírodní podmínky a především pak mimořádně vysokým hektarovým výnosům. Jejich široká adopce v evropském zemědělství počátkem 19. století ochránila Evropu od cyklických hladomorů a „epidemií“ kurdějí. Český botanik a buditel Jan Svatopluk Presl je ve svém Rostlinopise považuje za „největší užitek, který lidstvo z objevení Ameriky mělo“. S výjimkou jedlých hlíz je však celá rostlina jedovatá.

## Název
Slovo brambory vzniklo pravděpodobně od názvu Braniborska, odkud se do českých zemí brambory dostaly. Příjmení Brambora je doložené o dvě století dříve, než se do českých zemí dostaly brambory, a označovalo pravděpodobně člověka braniborského původu.
Etymologický slovník V. Machka se přiklání k názoru, že od slova brambory později vzniklo slovo bamboly coby obecné označení pro hlízy, existuje však i názor, že tomu bylo obráceně.[zdroj?]
Brambory mají také svoje lidové krajové názvy, vycházející z označení zemní jablko (německy Erdapfel) nebo z faktu, že sklizeň se děje kopáním (srovnej s označením krompáč),mezi které patří např.:
- brambora (ženský rod) – střední, severní a jižní Čechy,  mikroareály na východním Jihlavsku a severozápadním Znojemsku
- brambor (mužský rod) – zbytek Čech a jihozápadní Morava
- bramboro (střední rod) – pouze mikroareály (Volduchy, Bohdalov, Oslnovice; střední rod bramboro či erteplo se vyskytuje v sousedství areálu výrazu zemské jablko, zemče apod.)
- brambury – Chodsko (rodové varianty: brambur – západní Čechy, brambura – jižní Čechy)
- bandory – Podkrkonoší (rodové varianty: bandor, bandora)
- erteple – Slovácko, místy v Čechách (lokálně na jižní Moravě též střední rod erteplo: např. Habrovany, Boleradice, Ruprechtov, Radslavičky, Vřesovice (okres Hodonín))
- grule
- grumbíry – Dolňácko
- jablóška (jablóško, jabluško) – Brněnsko
- kartofle – Slezsko
- kobzole (kobzol či kobzola) – Slezsko, Lašsko
- krumple – Drahansko
- okroše – úzká oblast západní Moravy
- zemáky, zemňáky – Valašsko
- zemáky, zemsky japka – Haná
- zemčátka – (Magdalena Dobromila Rettigová)
- źymńok – v lašských dialektech[6]

## Biologie
Lilek brambor je kulturní rostlina s tetraploidním genomem (4n = 48). Brambory tak mají v každém lokusu 4 nezávislé geny. Ze všech kulturních plodin má brambor nejbohatší genetické zdroje. Brambor má dvě centra biodiverzity: tzv. andské centrum v okolí jezera Titicaca, kde rostou kultivary adaptované na podmínky krátkého dne, a chilské centrum v oblasti okolo 40° j. š., s adaptací na dlouhý den. Z chilského centra patrně pochází předchůdci evropských kulturních odrůd. V těchto oblastech se vyskytují mnohé lokální kulturní a polokulturní odrůdy jakož i mnoho divokých příbuzných s různým stupněm ploidie (až hexaploidní odrůdy). Mnohé z těchto divokých příbuzných lze s bramborem křížit a tak získávat požadované vlastnosti (ranost, odolnost k chorobám).
Brambory se komerčně rozmnožují vegetativně z hlíz, pravé semeno se používá hlavně pro šlechtitelské účely. U mnohých kulturních odrůd však pylová sterilita představuje závažný problém pro šlechtění.

### Vzhled
Bylina s hranatou, bohatě rozvětvenou lodyhou, přímou nebo i poléhavou, s krátkými chloupky. Dorůstá výšky 60 až 100 cm, výjimečně až 1,5 m. Listy jsou lichozpeřené, mírně ochlupené, s drobnými žlázkami, řapíkaté, poměrně velké, 30 až 50 cm dlouhé. Květy jsou nejčastěji bílé, růžové nebo fialové se sytě žlutými až oranžovými prašníky. Plody jsou zelené nebo žlutozelené bobule o průměru 2 až 4 cm obsahující bílá semena. Podzemní část je charakteristická svazčitými kořeny s hlízami rozmanitých elipsoidních až nepravidelných tvarů, nejčastěji s okrově žlutou až světle hnědou, u některých kultivarů červenou až červenofialovou pokožkou.

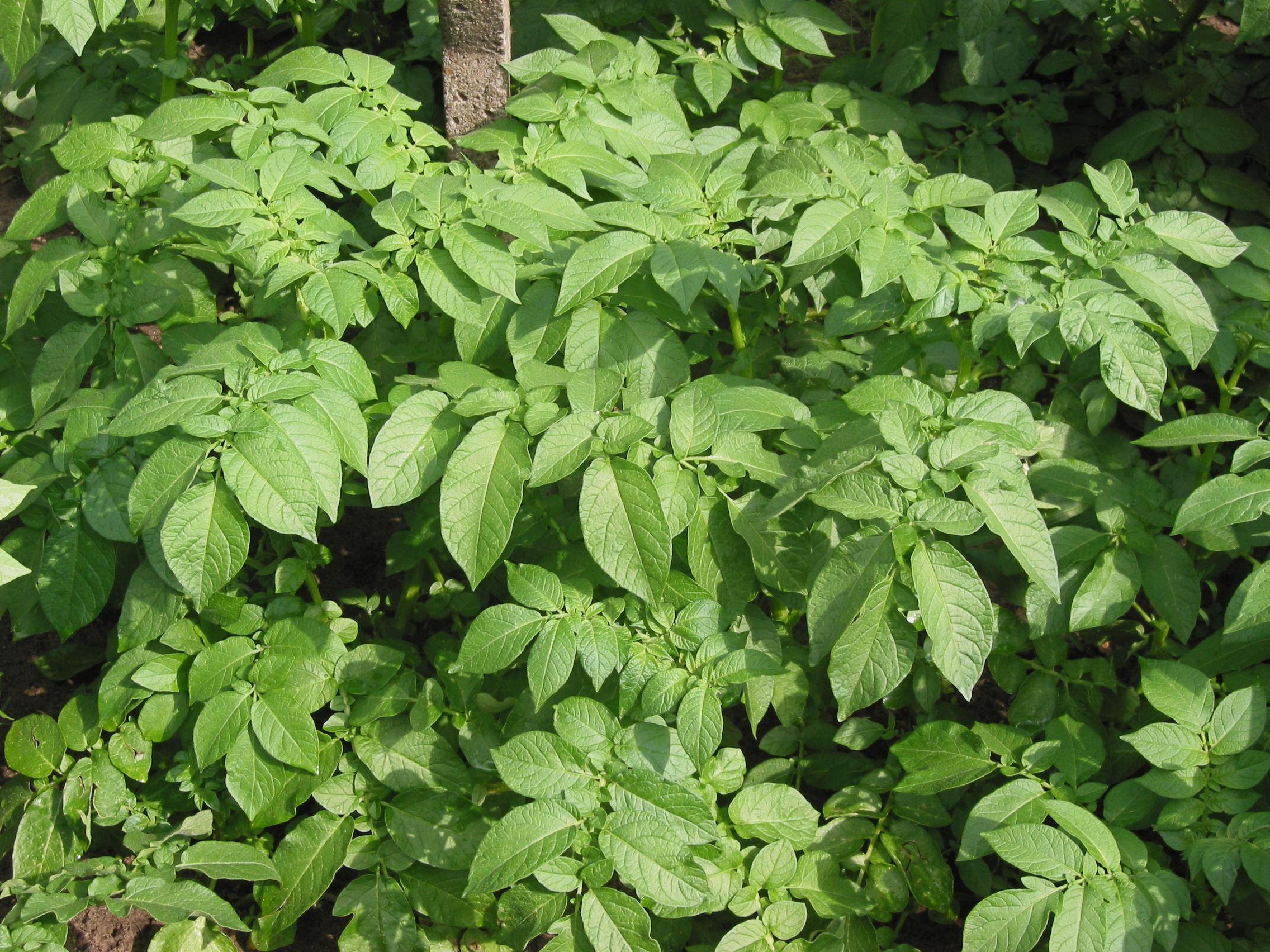
Habitus
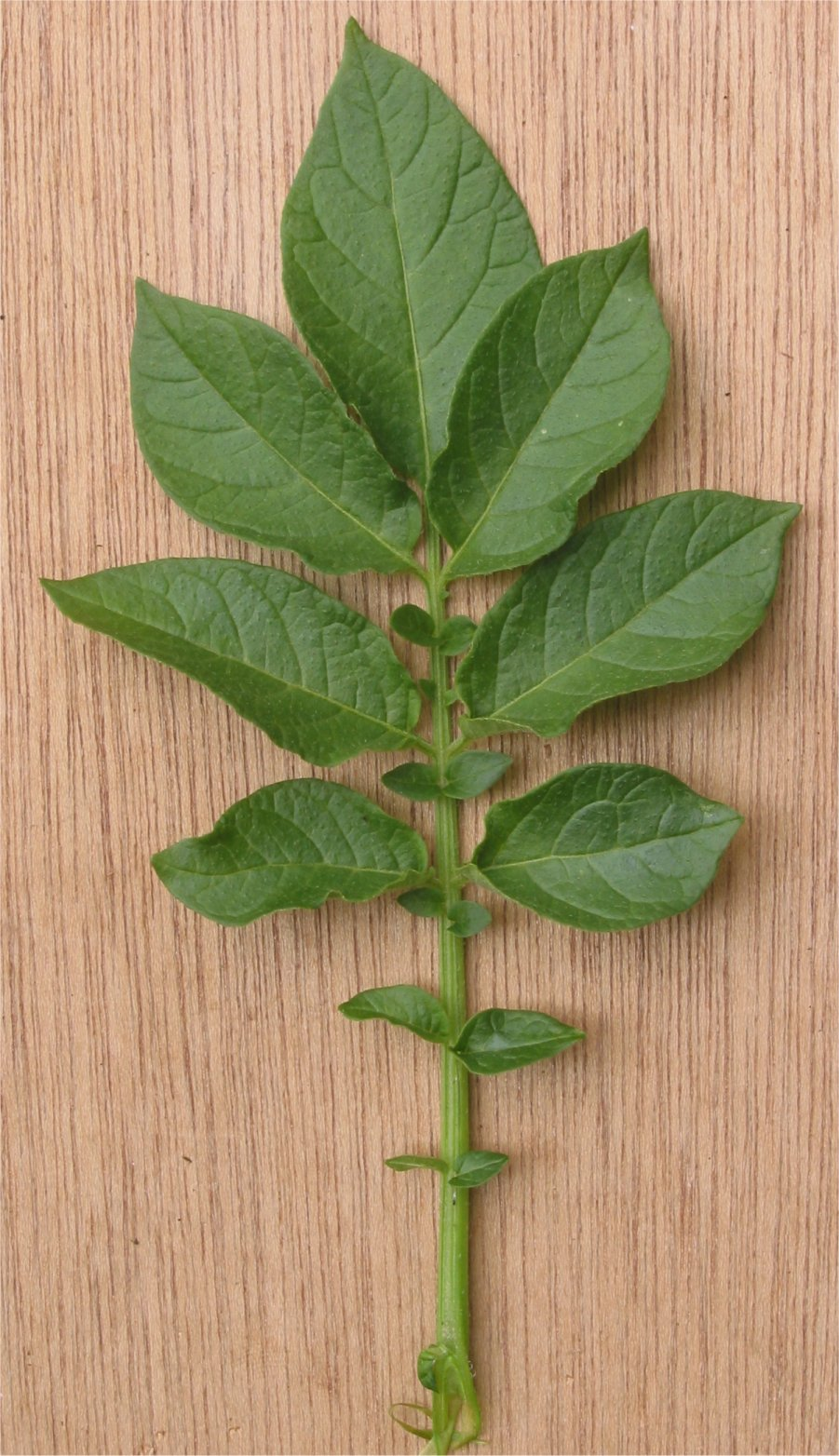
Listoví
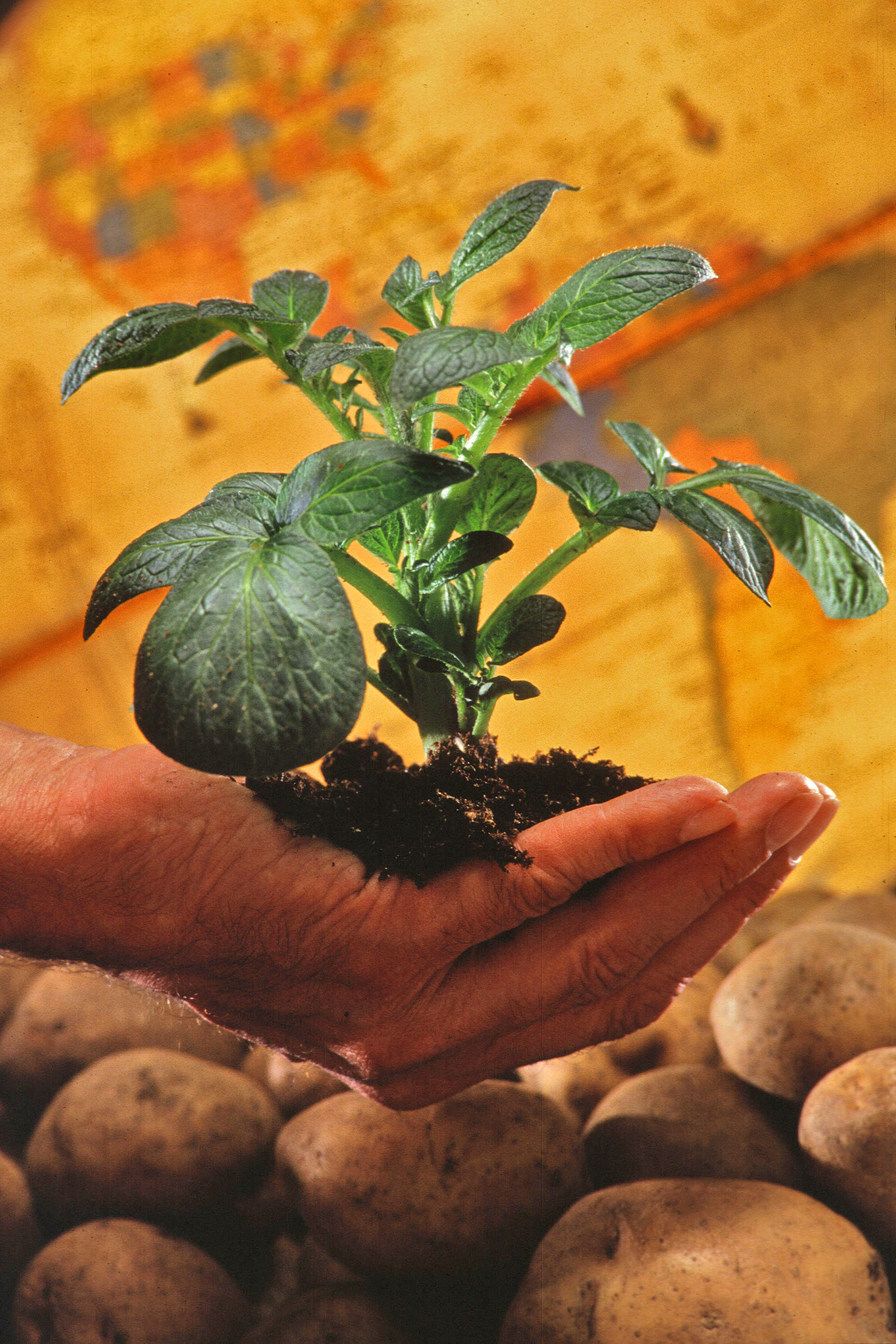
Sazenice bramboru
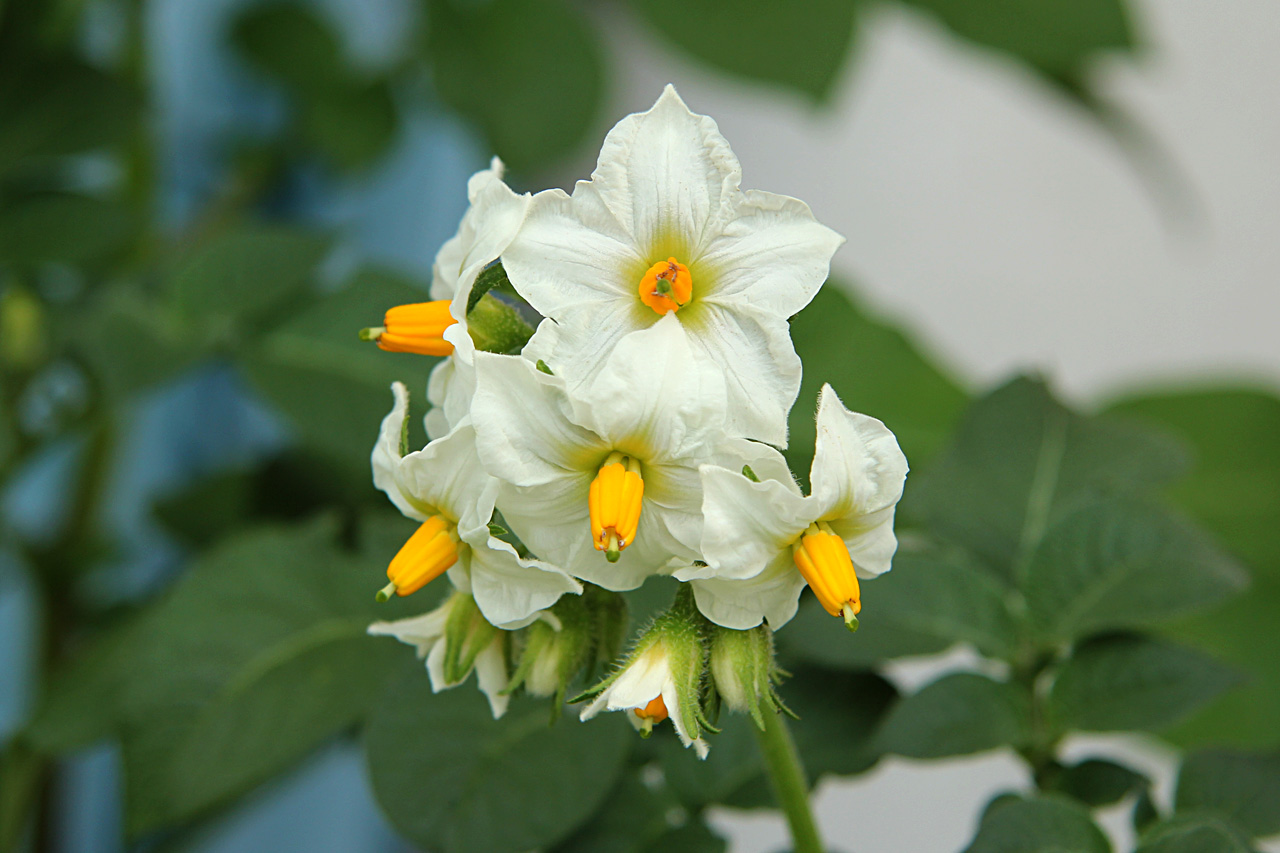
Květy
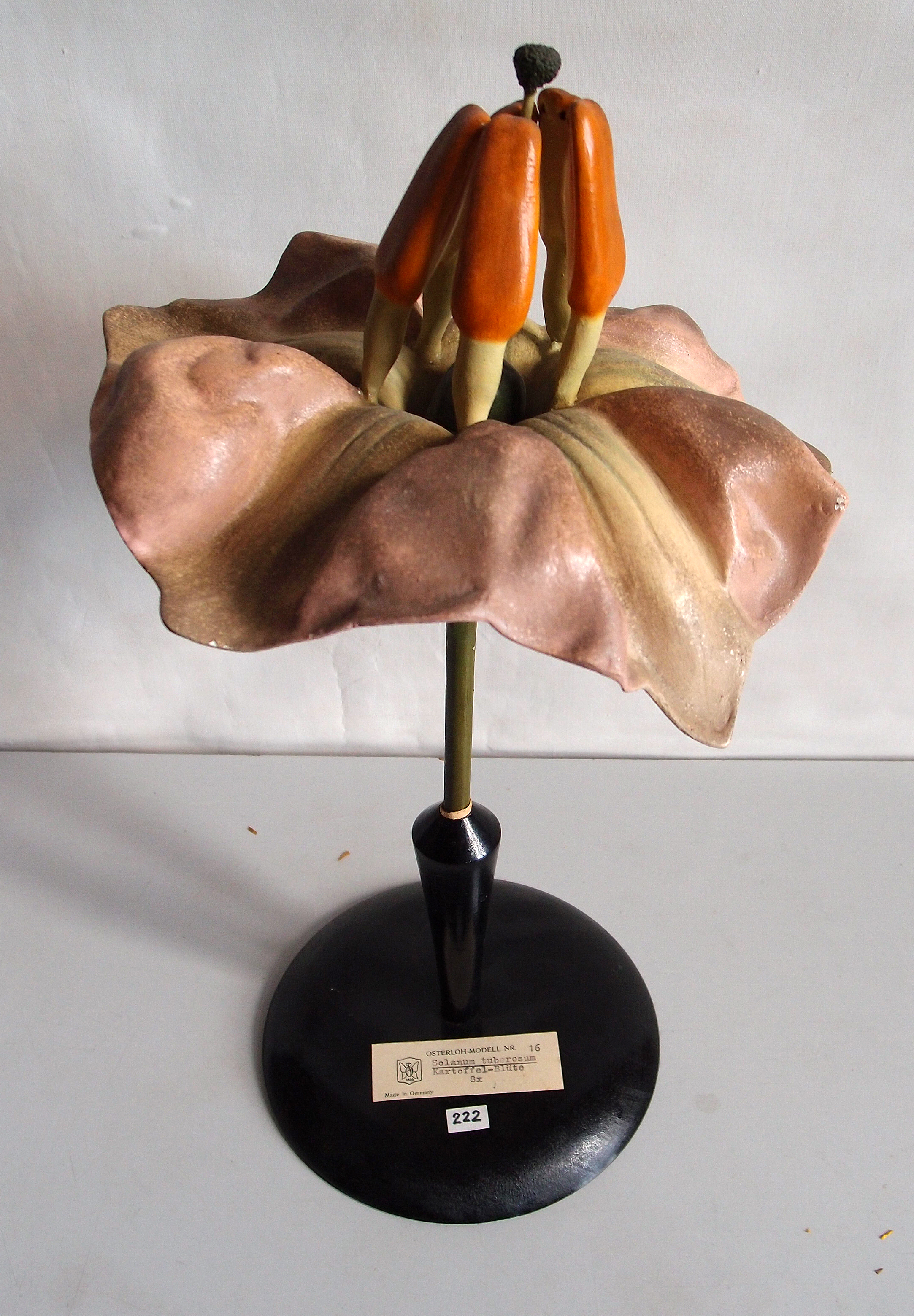
Model bramborového květu, muzeum Greifswald
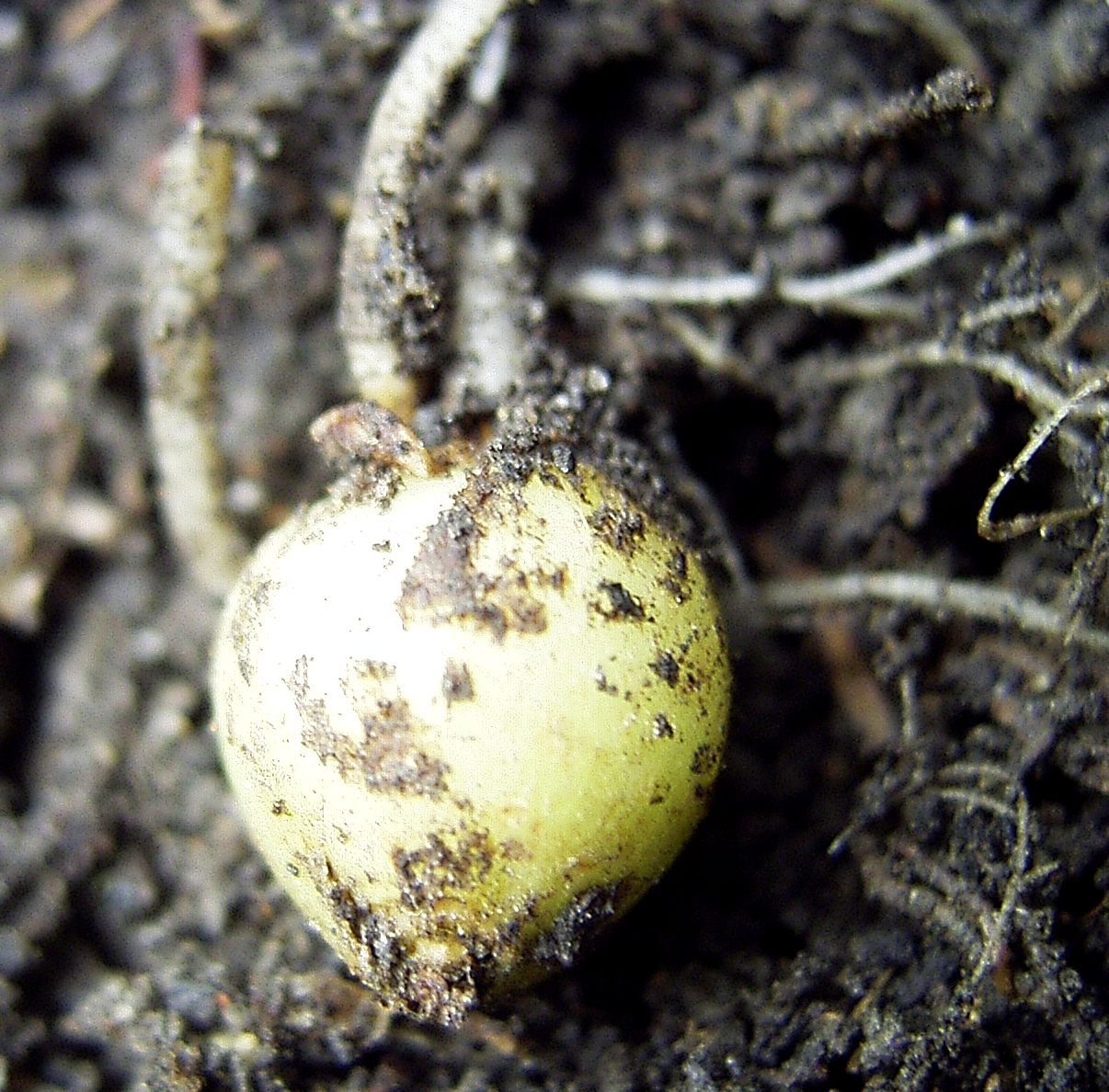
Mladá hlíza
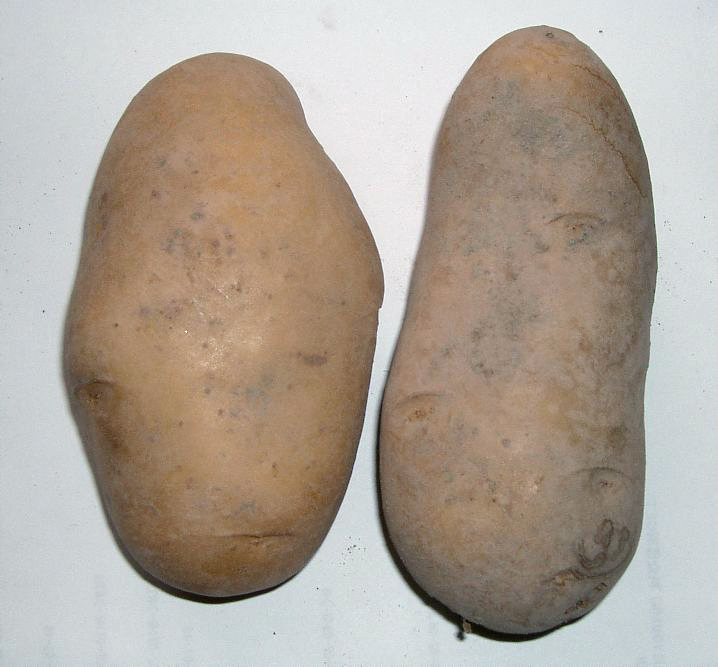
Bramborové hlízy

### Výskyt

Původní výskyt brambor v Jižní Americe

Původní oblastí výskytu jsou u poddruhu S. tuberosum andigenum podhorské a horské oblasti And v dnešním Peru, Kolumbii a Bolívii. Poddruhu S. tuberosum tuberosum pochází z oblasti jižního Chile, kde je dodnes na ostrově Chiloé zaznamenávána největší rozmanitost odrůd; tyto chilské odrůdy se staly předchůdci většiny moderních evropských odrůd. V současné době se pěstují jako zemědělská plodina prakticky po celém světě s výjimkou tropů, arktických a subarktických oblastí.

### Poddruhy
- Solanum tuberosum Linné, 1753 subsp. tuberosum – lilek brambor obecný
- Solanum tuberosum Linné, 1753 subsp. andigenum (Juzepčuk & Bukasov) J. G. Hawkes, 1956 – lilek brambor andský; synonyma:
  - Solanum andigenum Juzepčuk & Bukasov, 1930
  - Solanum paramoense Bitter ex Pittier, 1926
  - Solanum herrerae Juzepčuk, 1937
  - Solanum subandigena J. G. Hawkes, 1944
  - Solanum apurimacense Vargas, 1954
  - Solanum estradae L. E. López-Jaramillo, 1983
  - Solanum phureja Juzepčuk & Bukasov, 1929 subsp. estradae (L. E. López-Jaramillo, 1983) J. G. Hawkes, 1990

### Toxické látky
Brambory obsahují toxické glykoalkaloidy, především pak solanin a chakonin. Při teplotách nad 170 °C se tyto látky částečně rozkládají.
Vyskytují se především v nadzemních částech, například v květech. Pokud jde o hlízy, nejvyšší koncentrace alkaloidů je pod slupkou a zvyšuje se, pokud jsou brambory na světle. Brambory na světle rovněž zelenají, obsah alkaloidů však nemusí s barvou přímo korelovat. Vyšší obsah alkaloidů lze nalézt v okolí oček (pupeny na hlíze) a v blízkosti poranění hlízy. Při předávkování může dojít i ke smrtelné otravě, nicméně otravy bramborami jsou vzácné. Pokud k nim dojde, jedná se zpravidla o případ, kdy dítě snědlo větší množství plodů (nikoliv hlíz), ovšem vzhledem k jejich nechutnosti a nevelkému počtu jde o velmi nepravděpodobnou událost. Obsah alkaloidů je jedna z vlastností, která se sleduje během šlechtění.
Šlechtitelé se snaží nepřekročit koncentraci solaninu 0,2 mg/g. Nicméně i u moderních odrůd s koncentrací solaninu pod 0,2 mg/g může po osvětlení dojít ke zvýšení až nad 1 mg/g solaninu. Při běžně udávané nebezpečné dávce 200 mg solaninu to znamená, že dospělý člověk může pozřít tuto zdraví nebezpečnou dávku v jedné větší zelené bramboře či v cca 1 kg zdravých brambor. Otravy se ale prakticky nevyskytují.

## Využití brambor

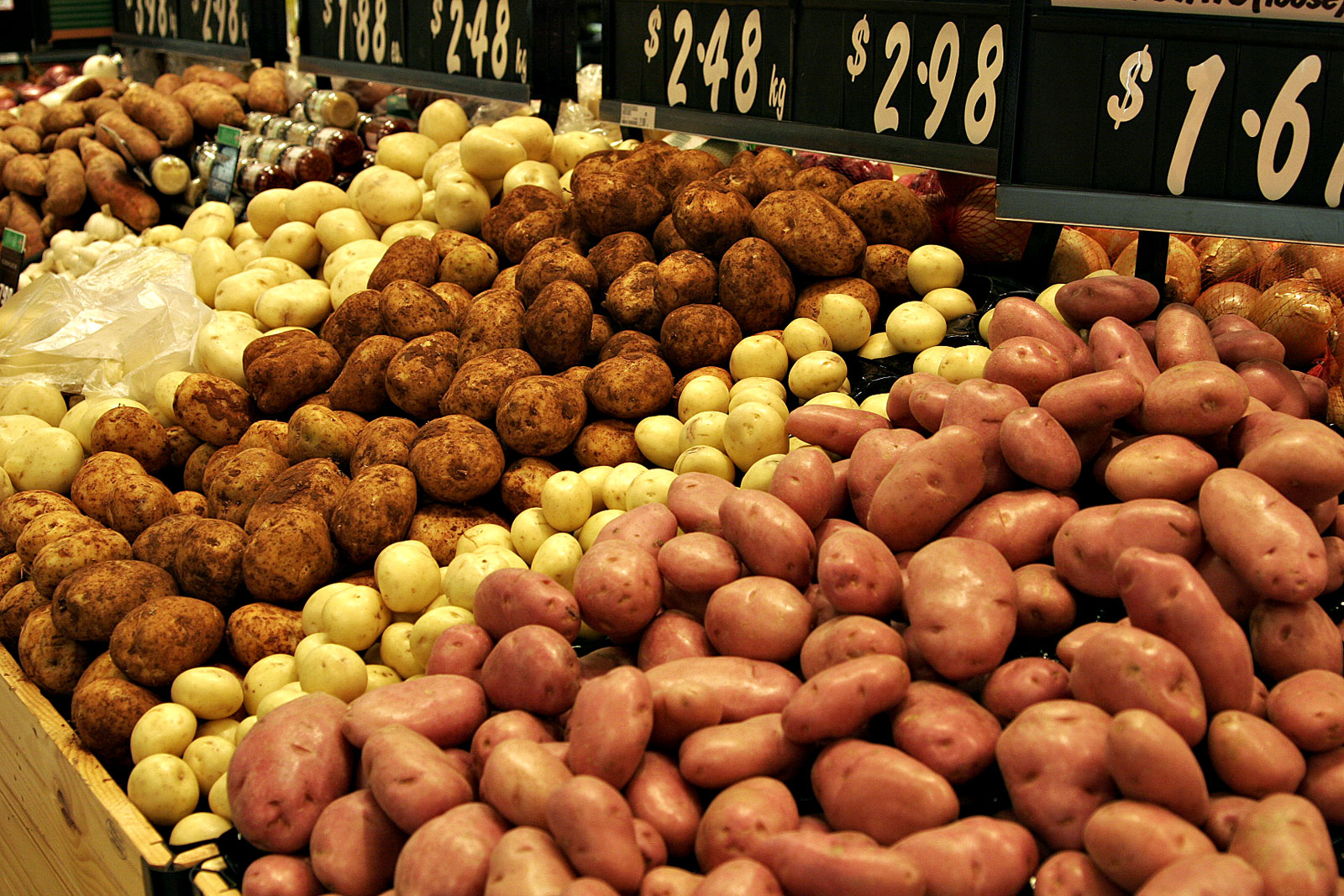
Různé druhy brambor v prodeji

Hlízy brambor nacházejí uplatnění zejména v potravinářství a jsou považovány celosvětově za jednu z klíčových plodin. Většina produkce brambor v rozvinutých zemích se průmyslově zpracovává (udává se zhruba 75 %). Podle údajů FAO je zhruba 52 % světové produkce použito jako potravina, 34 % jako krmivo, 11 % tvoří sadbové brambory a 3 % jsou surovinou pro výrobu škrobu a lihu pro potravinářské i průmyslové použití.
V evropských zemích tvoří brambory a výrobky z nich podstatnou část kalorického příjmu, naopak se téměř nevyužívají jako krmivo (jsou nahrazeny především sójou a kukuřicí).

### Brambora jako potravina
Brambory se mohou vařit ve slupce a loupat po uvaření, nebo se mohou oškrábat a vařit již oloupané. Kromě toho se mohou péci a smažit, konzumace syrových brambor se naopak nedoporučuje.
V kuchyni se brambory uplatní při přípravě bramborových knedlíků, bramborového salátu, bramborové kaše, bramborových placek (např. bramboráků), bramborového těsta, bramborové polévky či bramborového guláše. Průmyslově pak jsou vyráběny například hranolky, lupínky a podobně.  
Z kulinářského hlediska lze brambory třídit na:
- Rané brambory – brambory s krátkou dobou potřebnou k dozrání hlíz. U velmi raných brambor jde o délku cca 90 dní, u raných o 100–110 dní. V podmínkách ČR se za takové brambory považují ty, jež byly zasázeny v březnu a sklizeny v červnu až červenci, resp. dodány do obchodu do 31. srpna.
- Konzumní brambory (pozdní) – brambory s dobou pro zrání hlíz až 150 dní. V podmínkách ČR se tak obecně označují brambory sklizené v pozdním létě a na podzim. Tyto konzumní brambory se rozdělují podle varného typu na:
  - Varný typ A – hlízy s hladkou slupkou a lojovitou dužinou žluté či žlutobílé barvy, které mají protáhlý tvar (ledvinky, rohlíčky) a menší obsah škrobu, při vaření proto měknou velmi pomalu. Jsou vhodné pro vaření ve slupce, na bramborový salát, na loupačku.
  - Varný typ B – hlízy polopevné s univerzálním použitím. Jsou vhodné především jako přílohové (vařené i restované) nebo jako přísada do gulášů a polévek.
  - Varný typ C – hlízy s drsnější slupkou a bílou dužinou jsou škrobovité, moučnaté a po uvaření se rozpadají. Jsou proto vhodné pro přípravu kaší, jako těsto na knedlíky, placky a krokety nebo do bramboráků.

Lze se setkat i s varnými typy AB nebo BC; jedná se o odrůdy, jejichž vlastnosti odpovídají rozmezí dvou varných typů.
V České republice činí celková spotřeba brambor (včetně dovážených) cca 70 kg na obyvatele a rok, z toho cca 55 kg se zkonzumuje přímo v podobě příloh, kaší, salátů, bramboráků aj., zbylých cca 15 kg se spotřebuje v průmyslově vyrobených potravinách (lupínky, hranolky atd.).

### Nutriční charakteristika
Ve výživě plní brambory zejména funkci objemovou a sytící, tj. dostatečně zaplňují trávicí soustavu a poskytují dostatek energie ve formě sacharidů. Zároveň jsou brambory doporučovány jako dietní strava, protože obsahují mnohem méně sušiny než obiloviny a tudíž i menší množství využitelné energie.
Běžné konzumní brambory obsahují přibližně 24 % hm. sušiny, z toho zhruba 75 % tvoří škrob (amylosa a amylopektin cca v poměru 1:5) a okolo 2 % rozpustné cukry. Bílkoviny tvoří okolo 5–10 % sušiny a tuky okolo 0,4 % sušiny. Hlízy dále obsahují významná množství kyseliny citrónové, polyfenolů, minerálních látek (Mg, Fe, Zn, Cu, Mn, P, I, Ni, Ca, K aj.) a vitamíny C, B1, B2, B3 a K. Obsah vitamínu C kolísá v závislosti na době a způsobu uskladnění brambor a pohybuje se nejčastěji v rozmezí 9–25 mg/g. Právě obsah vitamínu C a schopnost brambor uchovávat tento vitamín činí z brambor tzv. ochrannou potravinu proti kurdějím. Vitamínu K je v bramborách cca 1 ug/100 mg.
Níže uvedená tabulka udává dlouhodobě průměrný obsah živin, prvků, vitamínů a dalších nutričních parametrů zjištěných v bramborách.
| Složka          | Jednotka | Průměrný obsah | Prvek (mg/100 g) | Průměrný obsah | Složka (mg/100g) | Průměrný obsah |
| --------------- | -------- | -------------- | ---------------- | -------------- | ---------------- | -------------- |
| voda            | g/100 g  | 79,0           | Na               | 7              | vitamin C        | 11–21          |
| bílkoviny       | g/100 g  | 2,1            | K                | 360            | vitamin D        | -              |
| tuky            | g/100 g  | 0,2            | Ca               | 6              | vitamin E        | stopy          |
| cukry           | g/100 g  | 0,6            | Mg               | 14             | vitamin B6       | 0,31           |
| škrob           | g/100 g  | 16,6           | P                | 37             | vitamin B12      | stopy          |
| vláknina        | g/100 g  | 1,3            | Fe               | 0,4            | Karoteny         | stopy          |
| mastné kyseliny | g/100 g  | 0,1            | Cu               | 0,08           | thiamin          | 0,21           |
| cholesterol     | g/100 g  | 0              | Zn               | 0,4            | riboflavin       | 0,02           |
| energie         | kJ/100 g | 318            | Mn               | 0,1            | niacin           | 0,6            |

## Brambory jako zemědělský produkt

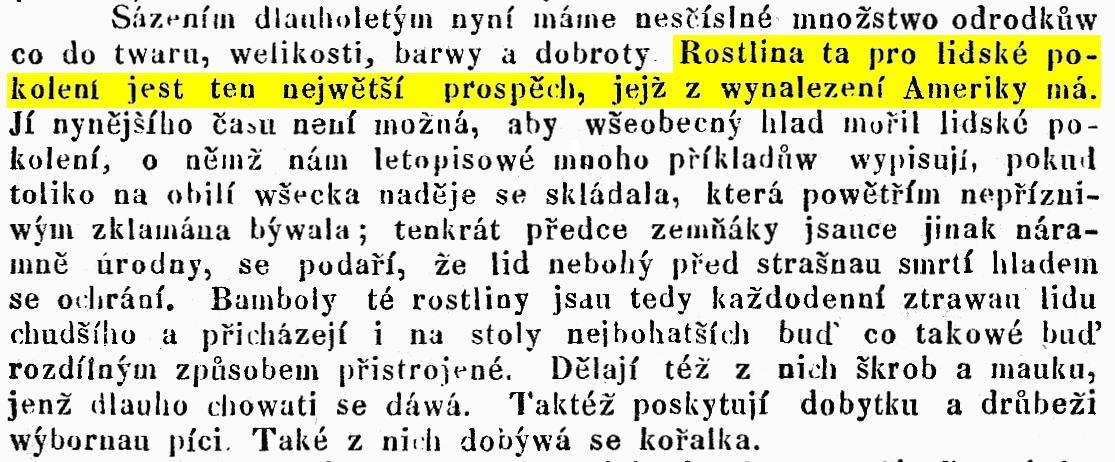
Citát z knihy Všeobecný rostlinopis. Díl 2 / J. S. Presl. – Praha : Kronbergr a Řivnáč, 1846. S. 1121

Na základě archeologických nálezů, jakož i podle moderních molekulárních metod usuzujeme, že brambory byly domestikovány v oblasti dnešního Peru přibližně před 4 až 5 tisíci lety. V horských podmínkách, kde se nedařilo kukuřici, byla domestikace brambor podmínkou vzniku vyspělejší civilizace. Inkové nazývali tyto odolné hlízy „papa“ a toto pojmenování zůstalo bramborám v latinskoamerické španělštině dodnes. Horské oblasti Peru, Bolívie a Chile jsou dnes centrem biodiverzity brambor s velkým množstvím lokálních odrůd a divokých příbuzných. Brambory představovaly pro inckou říši podobný dar nebes jako pro říši Aztéků kukuřice. Brambory byly buď konzumovány přímo či uchovávány v podobě sušeného prášku (chuño). Inkové z nich rovněž připravovali alkoholický nápoj chacha podobný pivu. Byly používány i pro medicínské účely. Jejich důležitost podtrhuje i několik bramborových božstev.
Po dobytí incké říše Španěly v první polovině 16. století putovaly do Evropy kromě mnoha tun zlata a stříbra i některé exotické rostliny, mezi nimi i brambory. Roku 1565 dostal první větší zásilku brambor z Cuzca jako dar španělský král Filip II. Později začali španělští námořníci používat brambory jako hlavní potravinu, což jim mimoděk pomáhalo jako prevence proti kurdějím. Nezávisle na španělských dobyvatelích se brambory dostaly do Anglie na palubě slavné Golden Hind Francise Drakea. V Británii a zejména pak v Irsku, které má podobné přírodní podmínky jako horské oblasti Peru, se brambory začaly běžně pěstovat ve druhé polovině 17. století. Angličtí a irští kolonisté je pak s sebou přivezli do Severní Ameriky.
Brambory byly v kontinentální Evropě zpočátku přijímány se značnou nedůvěrou a obavami. Byly považovány za pohanskou a nekřesťanskou plodinu, za plodinu nečistou a zdraví ohrožující. Případně byly používány pouze jako okrasná exotická rostlina na dvorech velmožů a v klášterních zahradách. Někteří tehdejší lékaři je předepisovali jako zaručený lék proti široké škále onemocnění od průjmů po tuberkulózu. Dokonce se používaly jako afrodisiaka. Tato nedůvěra trvala téměř dvě staletí.
Okolo roku 1740 rozpoznal význam brambor pruský král Bedřich II. Veliký a nařídil jejich pěstování v tehdejším Prusku. Do českých zemí přišly brambory (jejich hlízy) z Braniborska (uvádí se, že se tak stalo po roce 1778), odtud vznikl zkomolením jejich dnešní název. Podle jiného názoru vznikl název brambory ze slova bamboly – starého označení pro hlízy. Název v cizích nářečích označuje většinou původ (szwaby – Švábsko, burgonya – Burgundsko), kulatý tvar (bobál, bumbulis) či je odvozen od země (zemák, zemče, zemky, zemské jablko).
V 19. století byly původní brambory z rovníkových And v Evropě nahrazovány adaptovanými, jako byly ty z Chile.
Brambory významně ovlivnily zemědělství. Zvýšením produktivity živin poklesla cena půdy, takže v Evropě ubylo válek.

### Podmínky pěstování
Bramborám vyhovuje chladnější vlhké klima jaké panuje na severu Evropy a USA, v Rusku případně ve vyšších polohách teplejších klimatických zón. Nicméně brambory nesnášejí mrazy, při déletrvajících teplotách lehce pod bodem mrazu hlízy zmrznou. Teplota je důležitá pro klíčení hlíz. Hlízy se probouzejí při teplotách okolo 6 °C, pro další růst jsou výhodné denní teploty okolo 20 °C a noční 15 °C. Brambory nejsou příliš náročné na typ půdy, nevyhovují jim však příliš zamokřené půdy, nehumózní váté písky a pro strojový sběr se rovněž nehodí silně kamenité pozemky.

### Podmínky skladování

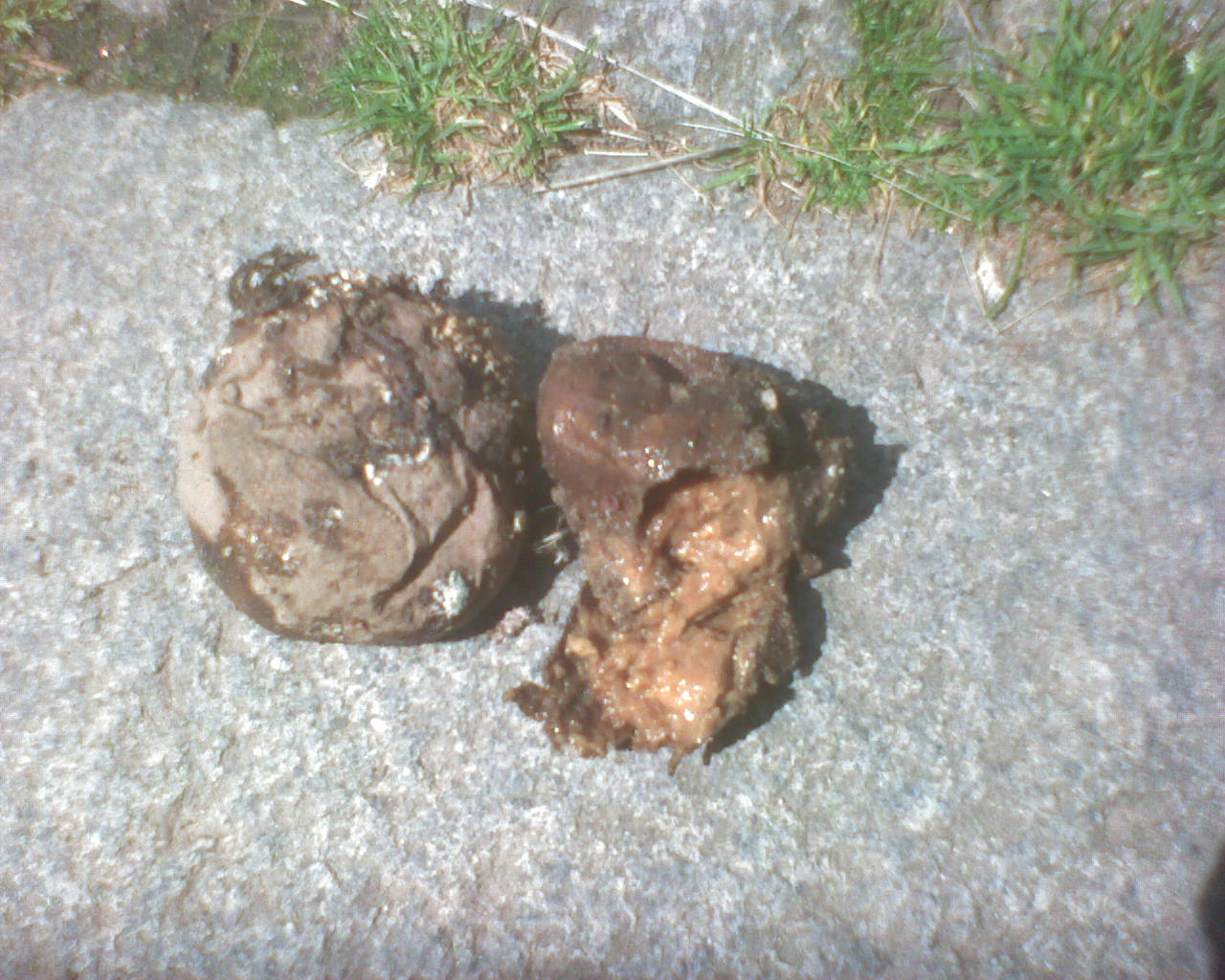
Shnilé brambory

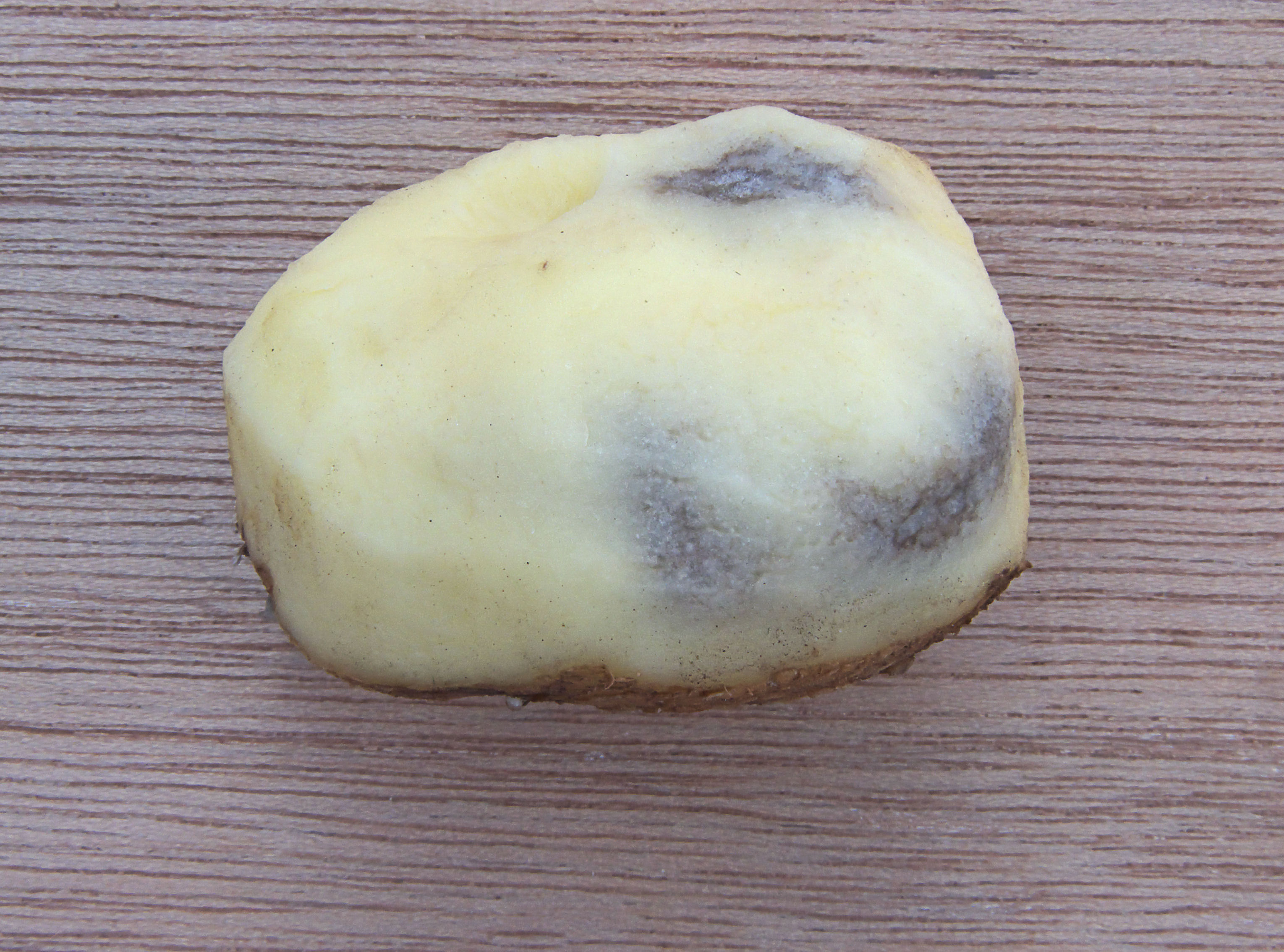
Otlučené brambory po oškrábání

Hlíza prochází třemi fázemi: Období po sklizni (15–18 °C), období vegetačního klidu (4–8 °C) a období přechodu ke klíčení. Brambory je proto nutno skladovat ve tmě, v suchu a chladu. Ideální podmínky jsou při teplotě 4 až 6 °C, relativní vlhkosti kolem 55 % a dobrém větrání. 
Skladování brambor se provádí v krechtech, sklepích nebo bramborárnách (brambory volně ložené nebo na paletách). Brambory jsou poměrně náchylné na otlučení (k němu dochází zejména v třídičkách a při jakýchkoliv pádech z výšky při uskladňování), citlivost brambor se přirovnává k citlivosti jablek. Důsledkem nešetrného zacházení dochází u brambor ke vzniku černých skvrn uvnitř hlíz – brambory se dají konzumovat i s nimi, nicméně kvalita takových brambor je horší.
Při teplotách pod až 0 °C dochází k hydrolýze škrobu na nízkomolekulární oligosacharidy (na chuti brambor se to projeví zesládnutím); poškozené hlízy pak navíc snadno podléhají hnilobě.
Při teplotách nad 6 °C se zvyšuje fyziologická činnost. Vyšší teploty vedou k předčasnému klíčení brambor, které je doprovázeno zvyšováním obsahu jedovatého solaninu v hlízách. Proti klíčení se používají chemické přípravky (retardanty), jejich používání na českém území určuje Česká rostlinolékařská správa. Chlopropham/propham je nejpoužívanější výrobek (obchodní název: Neo Stop). Proti předčasnému klíčení a současně i k ničení spor plísní se v některých zemích užívá radioaktivního ozařování brambor.

### Pěstování brambor ve světě

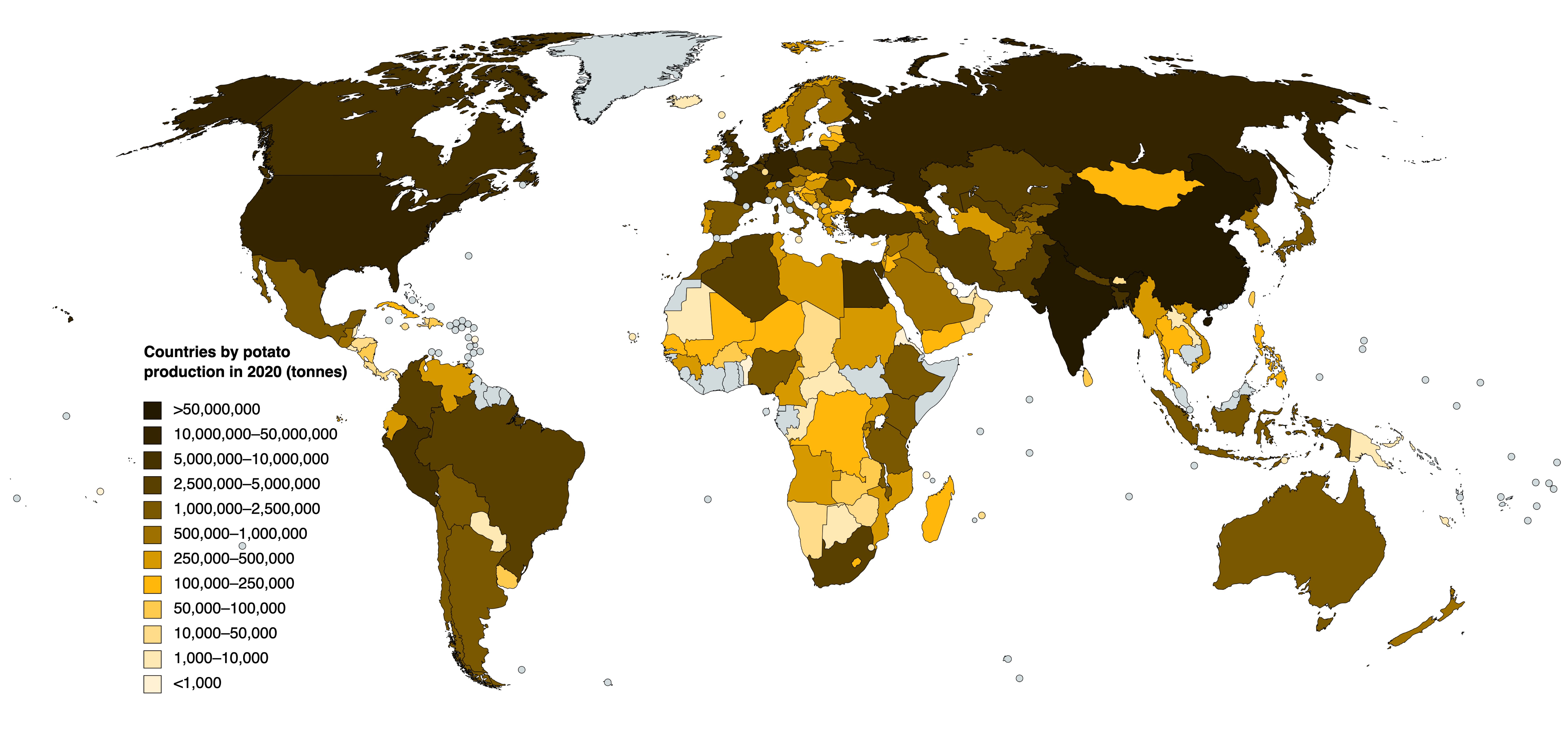
Mapa produkce v roce 2020

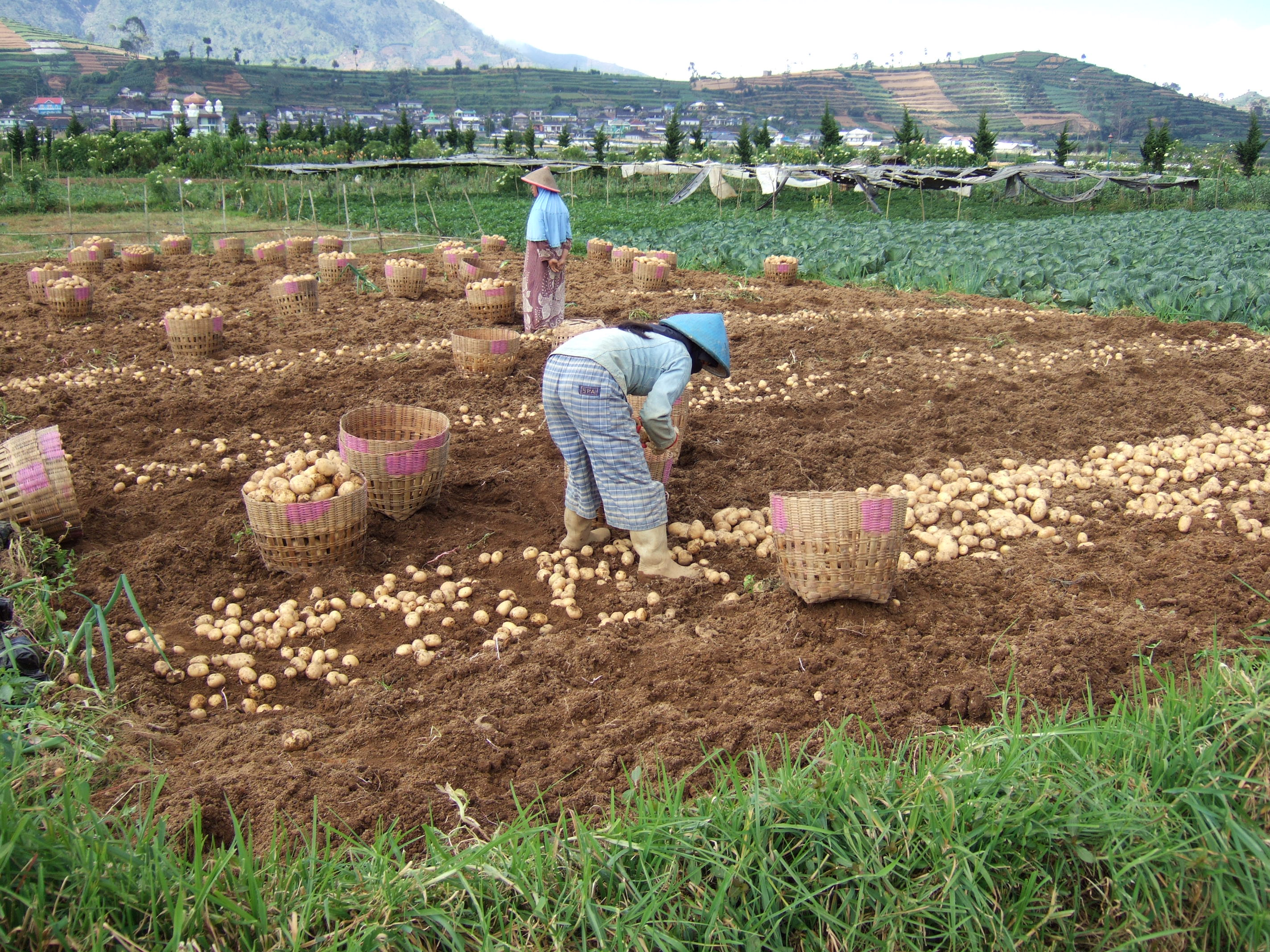
Ruční sklizeň na Jávě

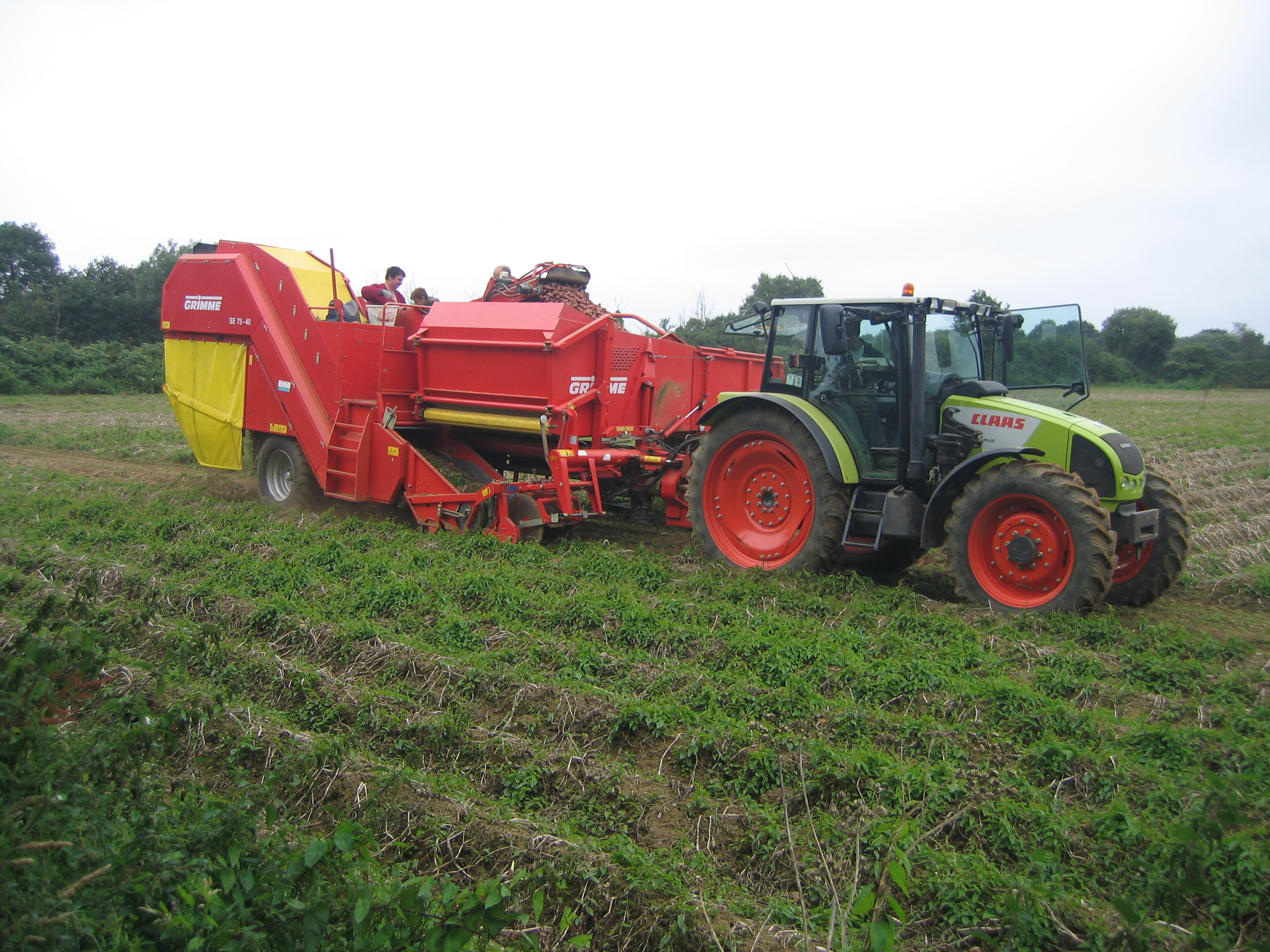
Mechanizovaná sklizeň v Bretani

Nejvyšších hektarových výnosů (přes 40 t z hektaru) se dosahuje na Novém Zélandu, v Belgii, Dánsku, USA a v Nizozemsku. 
| \| Země \| Sklizeň [t×1000] \| \| ------------------ \| ---------------- \| \| Čína \| 94 300 \| \| Indie \| 54 230 \| \| Ukrajina \| 21 356 \| \| USA \| 18 582 \| \| Rusko \| 18 295 \| \| Německo \| 11 312 \| \| Bangladéš \| 9887 \| \| Francie \| 8987 \| \| Polsko \| 7 081 \| \| Egypt \| 6902 \| \| Nizozemsko \| 6675 \| \| Kanada \| 6372 \| \| Pákistán \| 5295 \| \| Peru \| 5661 \| \| Spojené království \| 5307 \| \| Turecko \| 5100 \| \| Bělorusko \| 4808 \| \| Alžírsko \| 4361 \| \| Kazachstán \| 4032 \| \| Belgie \| 3871 \| |                  |
| Země | Sklizeň [t×1000] |
| Čína | 94 300           |
| Indie | 54 230           |
| Ukrajina | 21 356           |
| USA | 18 582           |
| Rusko | 18 295           |
| Německo | 11 312           |
| Bangladéš | 9887             |
| Francie | 8987             |
| Polsko | 7 081            |
| Egypt | 6902             |
| Nizozemsko | 6675             |
| Kanada | 6372             |
| Pákistán | 5295             |
| Peru | 5661             |
| Spojené království | 5307             |
| Turecko | 5100             |
| Bělorusko | 4808             |
| Alžírsko | 4361             |
| Kazachstán | 4032             |
| Belgie | 3871             |

Statistiky Ministerstva zemědělství ČR udávají poněkud vyšší celkové produkce v jednotlivých státech. Jde zřejmě o započítání produkce sadbových brambor do celkových čísel.

### Pěstování brambor v českých zemích
Nejstarší zmínka o bramborech v českých zemích je z roku 1623 a hovoří o jejich podávání na stole Viléma Slavaty. Ve větším měřítku se začaly v Čechách pěstovat a používat jako potraviny teprve od druhé poloviny 18. století v souvislosti s pruskými válkami. V československých statistikách zaujímala pěstební plocha brambor zhruba 10 až 14 % celkové osevní plochy, od 60. let 20. století začala klesat v souvislosti s novými agrotechnickými postupy a vyššími výnosy. Po roce 2000 klesá podíl brambor k 1 až 1,5 % všech osevních ploch.
| Rok  | Celková pěstební plocha [ha] | Sazební plocha brambor [ha] | Podíl brambor na pěstebních plochách [%] | Sklizeň brambor [t] | Výnos brambor [t/ha] |
| ---- | ---------------------------- | --------------------------- | ---------------------------------------- | ------------------- | -------------------- |
| 1920 | 3 813 780                    | 391 125                     | 10,3                                     | 2 879 948           | 7,36                 |
| 1921 | 3 809 962                    | 404 774                     | 10,6                                     | 2 795 783           | 6,91                 |
| 1922 | 3 814 682                    | 412 447                     | 10,8                                     | 6 169 644           | 14,96                |
| 1923 | 3 816 744                    | 396 268                     | 10,4                                     | 4 006 014           | 10,11                |
| 1924 | 3 817 900                    | 393 891                     | 10,3                                     | 4 334 593           | 11,00                |
| 1925 | 3 817 382                    | 396 547                     | 10,4                                     | 5 095 936           | 12,85                |
| 1926 | 3 814 997                    | 402 045                     | 10,5                                     | 3 115 447           | 7,75                 |
| 1927 | 3 811 547                    | 401 500                     | 10,5                                     | 6 216 326           | 15,48                |
| 1928 | 3 853 404                    | 462 204                     | 12,0                                     | 6 203 761           | 13,42                |
| 1929 | (neuvedeno)                  | 186 827                     |                                          | 7 637 719           | 40,88                |
| 1930 | 3 835 835                    | 441 454                     | 11,5                                     | 6 729 735           | 15,24                |
| 1931 | 3 837 258                    | 472 534                     | 12,3                                     | 7 452 905           | 15,77                |
| 1932 | 3 837 750                    | 476 830                     | 12,4                                     | 7 211 704           | 15,12                |
| 1933 | 3 835 769                    | 484 206                     | 12,6                                     | 6 328 366           | 13,07                |
| 1934 | 3 834 476                    | 482 540                     | 12,6                                     | 7 008 990           | 14,53                |
| 1935 | 3 835 554                    | 492 871                     | 12,9                                     | 5 257 642           | 10,67                |
| 1936 | 3 835 750                    | 498 193                     | 13,0                                     | 7 878 166           | 15,81                |
| 1937 | 3 835 236                    | 507 180                     | 13,2                                     | 9 331 738           | 18,40                |
| 1938 | (neuvedeno)                  | 504 556                     |                                          | 7 322 817           | 14,51                |
| 1945 | (neuvedeno)                  | 445 071                     |                                          | 4 722 867           | 10,61                |
| 1946 | 3 514 751                    | 427 009                     | 12,1                                     | 6 553 082           | 15,35                |
| 1947 | 3 518 005                    | 389 737                     | 11,1                                     | 2 992 187           | 7,68                 |
| 1948 | 3 524 610                    | 361 930                     | 10,3                                     | 4 297 989           | 11,88                |
| 1949 | 3 445 165                    | 392 809                     | 11,4                                     | 4 064 345           | 10,35                |
| 1950 | 3 427 017                    | 468 220                     | 13,7                                     | 6 507 657           | 13,90                |
| 1951 | 3 362 465                    | 465 151                     | 13,8                                     | 5 451 059           | 11,72                |
| 1952 | 3 373 400                    | 476 763                     | 14,1                                     | 6 196 498           | 13,00                |
| 1953 | 3 348 992                    | 454 356                     | 13,6                                     | 7 250 314           | 15,96                |
| 1954 | 3 309 167                    | 451 752                     | 13,7                                     | 6 260 706           | 13,86                |
| 1955 | 3 378 478                    | 437 193                     | 12,9                                     | 5 709 925           | 13,06                |
| 1956 | 3 391 359                    | 442 879                     | 13,1                                     | 7 160 093           | 16,17                |
| 1957 | 3 368 491                    | 440 964                     | 13,1                                     | 6 391 041           | 14,49                |
| 1958 | 3 369 381                    | 422 445                     | 12,5                                     | 4 571 060           | 10,82                |
| 1959 | 3 390 064                    | 400 931                     | 11,8                                     | 4 706 317           | 11,74                |
| 1960 | 3 383 160                    | 391 331                     | 11,6                                     | 3 634 724           | 9,29                 |
| 1961 | 3 382 070                    | 355 074                     | 10,5                                     | 3 705 566           | 10,44                |
| 1962 | 3 376 720                    | 348 182                     | 10,3                                     | 3 640 911           | 10,46                |
| 1963 | 3 376 818                    | 348 435                     | 10,3                                     | 4 981 529           | 14,30                |
| 1964 | 3 383 033                    | 342 059                     | 10,1                                     | 6 043 774           | 17,67                |
| 1965 | 3 377 816                    | 302 260                     | 8,9                                      | 3 002 753           | 9,93                 |
| 1966 | 3 374 659                    | 302 324                     | 9,0                                      | 4 370 770           | 14,46                |
| 1967 | 3 360 249                    | 282 780                     | 8,4                                      | 4 719 611           | 16,69                |
| 1968 | 3 351 562                    | 256 963                     | 7,7                                      | 4 827 540           | 18,79                |
| 1969 | 3 346 653                    | 219 980                     | 6,6                                      | 3 860 186           | 17,55                |
| 1970 | 3 342 572                    | 229 301                     | 6,9                                      | 3 873 262           | 16,89                |
| 1971 | 3 341 116                    | 223 760                     | 6,7                                      | 3 134 379           | 14,01                |
| 1972 | 3 346 306                    | 216 331                     | 6,5                                      | 3 993 794           | 18,46                |
| 1973 | 3 346 894                    | 205 852                     | 6,2                                      | 3 775 888           | 18,34                |
| 1974 | 3 353 345                    | 184 843                     | 5,5                                      | 3 250 002           | 17,58                |
| 1975 | 3 350 404                    | 165 978                     | 5,0                                      | 2 604 513           | 15,69                |
| 1976 | 3 346 617                    | 158 807                     | 4,7                                      | 3 056 256           | 19,25                |
| 1977 | 3 356 162                    | 155 243                     | 4,6                                      | 2 803 159           | 18,06                |
| 1978 | 3 351 635                    | 146 819                     | 4,4                                      | 2 999 136           | 20,43                |
| 1979 | 3 332 272                    | 140 571                     | 4,2                                      | 2 596 081           | 18,47                |
| 1980 | 3 317 831                    | 130 043                     | 3,9                                      | 1 921 737           | 14,78                |
| 1981 | 3 309 098                    | 134 670                     | 4,1                                      | 2 729 265           | 20,27                |
| 1982 | 3 310 854                    | 131 747                     | 4,0                                      | 2 509 344           | 19,05                |
| 1983 | 3 313 272                    | 128 838                     | 3,9                                      | 2 234 572           | 17,34                |
| 1984 | 3 316 133                    | 131 039                     | 4,0                                      | 2 952 696           | 22,53                |
| 1985 | 3 307 524                    | 127 781                     | 3,9                                      | 2 664 866           | 20,85                |
| 1986 | 3 295 314                    | 123 417                     | 3,7                                      | 2 518 702           | 20,41                |
| 1987 | 3 294 091                    | 122 981                     | 3,7                                      | 2 271 852           | 18,47                |
| 1988 | 3 284 113                    | 120 167                     | 3,7                                      | 2 766 552           | 23,02                |
| 1989 | 3 278 264                    | 115 446                     | 3,5                                      | 2 421 765           | 20,98                |
| 1990 | 3 270 963                    | 109 664                     | 3,4                                      | 1 755 115           | 16,00                |
| 1991 | 3 251 936                    | 113 857                     | 3,5                                      | 2 043 205           | 17,95                |
| 1992 | 3 209 673                    | 110 726                     | 3,4                                      | 1 969 233           | 17,78                |
| 1993 | 3 179 277                    | 104 931                     | 3,3                                      | 2 395 810           | 22,83                |
| 1994 | 3 117 625                    | 76 789                      | 2,5                                      | 1 231 035           | 16,03                |
| 1995 | 3 104 249                    | 78 045                      | 2,5                                      | 1 330 119           | 17,04                |
| 1996 | 3 068 362                    | 86 548                      | 2,8                                      | 1 800 272           | 20,80                |
| 1997 | 3 049 005                    | 72 839                      | 2,4                                      | 1 401 663           | 19,24                |
| 1998 | 3 041 966                    | 72 087                      | 2,4                                      | 1 519 768           | 21,08                |
| 1999 | 3 040 918                    | 71 505                      | 2,4                                      | 1 406 832           | 19,67                |
| 2000 | 3 020 564                    | 69 236                      | 2,3                                      | 1 475 992           | 21,32                |
| 2001 | 2 963 117                    | 54 296                      | 1,8                                      | 1 130 477           | 20,82                |
| 2002 | 2 686 078                    | 38 311                      | 1,4                                      | 900 843             | 23,51                |
| 2003 | 2 571 122                    | 35 984                      | 1,4                                      | 682 511             | 18,97                |
| 2004 | 2 665 713                    | 35 973                      | 1,3                                      | 861 798             | 23,96                |
| 2005 | 2 657 881                    | 36 072                      | 1,4                                      | 1 013 000           | 28,08                |
| 2006 | 2 585 685                    | 30 024                      | 1,2                                      | 692 174             | 23,05                |
| 2007 | 2 587 184                    | 31 912                      | 1,2                                      | 820 515             | 25,71                |
| 2008 | 2 568 630                    | 29 788                      | 1,2                                      | 769 561             | 25,83                |
| 2009 | 2 545 371                    | 28 734                      | 1,1                                      | 752 539             | 26,19                |
| 2010 | 2 495 859                    | 27 079                      | 1,1                                      | 665 176             | 24,56                |
| 2011 | 2 488 141                    | 26 450                      | 1,1                                      | 805 331             | 30,45                |
| 2012 | 2 480 655                    | 23 652                      | 1,0                                      | 661 795             | 27,98                |
| 2013 | 2 476 922                    | 23 205                      | 0,9                                      | 536 450             | 23,12                |
| 2014 | 2 468 700                    | 23 992                      | 1,0                                      | 697 539             | 29,07                |
| 2015 | 2 457 465                    | 22 681                      | 0,9                                      | 504 955             | 22,26                |
| 2016 | 2 463 854                    | 23 414                      | 1,0                                      | 699 605             | 29,88                |
| 2017 | 2 471 545                    | 23 418                      | 0,9                                      | 688 970             | 29,42                |
| 2018 | 2 460 939                    | 22 889                      | 0,9                                      | 583 560             | 25,50                |
| 2019 | 2 461 707                    | 28 894                      | 1,2                                      | 622 600             | 21,55                |
| 2020 | 2 461 865                    | 23 877                      | 1,0                                      | 696 220             | 29,16                |
| 2021 | 2 452 133                    | 22 824                      | 0,9                                      | 671 860             | 29,44                |
| 2022 | 2 455 567                    | 21 680                      | 0,9                                      | 655 258             | 30,22                |
| 2023 | 2 415 931                    | 20 947                      | 0,9                                      | 573 679             | 27,39                |
| 2024 | 2 416 064                    | 22 747                      | 0,9                                      | 655 513             | 28,82                |
| 2025 |                              |                             |                                          |                     |                      |

### Odrůdy

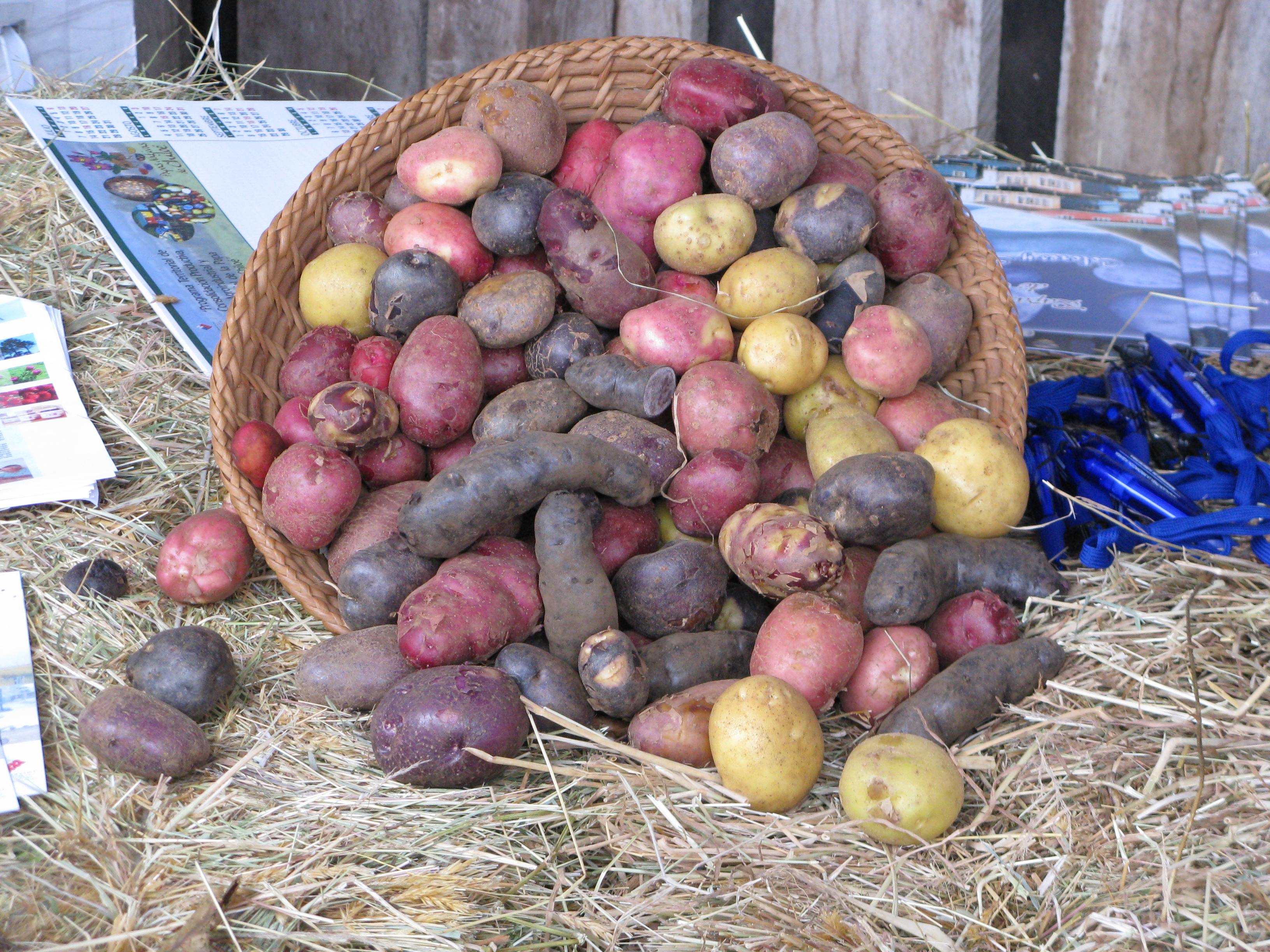
Barevné brambory z Chiloé

Na světě existuje přes 4000 odrůd brambor, nicméně běžně využívané jsou jen desítky z nich. Hlízy mohou nabývat rozličných tvarů, od kulatých přes eliptické až po podlouhlé a zakroucené. Barva hlíz je také velmi různá: od hlíz se světlou dužinou a žlutou slupkou, přes brambory s narůžovělou dužinou a sytě červenou slupkou až po brambory s fialovou dužinou a temně fialovou slupkou.

### Choroby a škůdci
Brambory jsou napadány celou řadou chorob a škůdců, kteří mohou ovlivnit sklizeň. Zřejmě nejznámějším příkladem může být tzv. Velký hlad v Irsku, kdy byla v letech 1845 až 1849 plísní bramborovou (Phytophtora infestans) zničena prakticky veškerá úroda brambor, což vedlo k těžkému hladomoru (odhaduje se 0,5 až 1,5 milionu obyvatel) a hlavně k masové emigraci. Tato katastrofa významně ovlivnila britské a hlavně irské dějiny i kulturu a některé její důsledky jsou v Irsku patrné dodnes.

#### Houbové a bakteriální

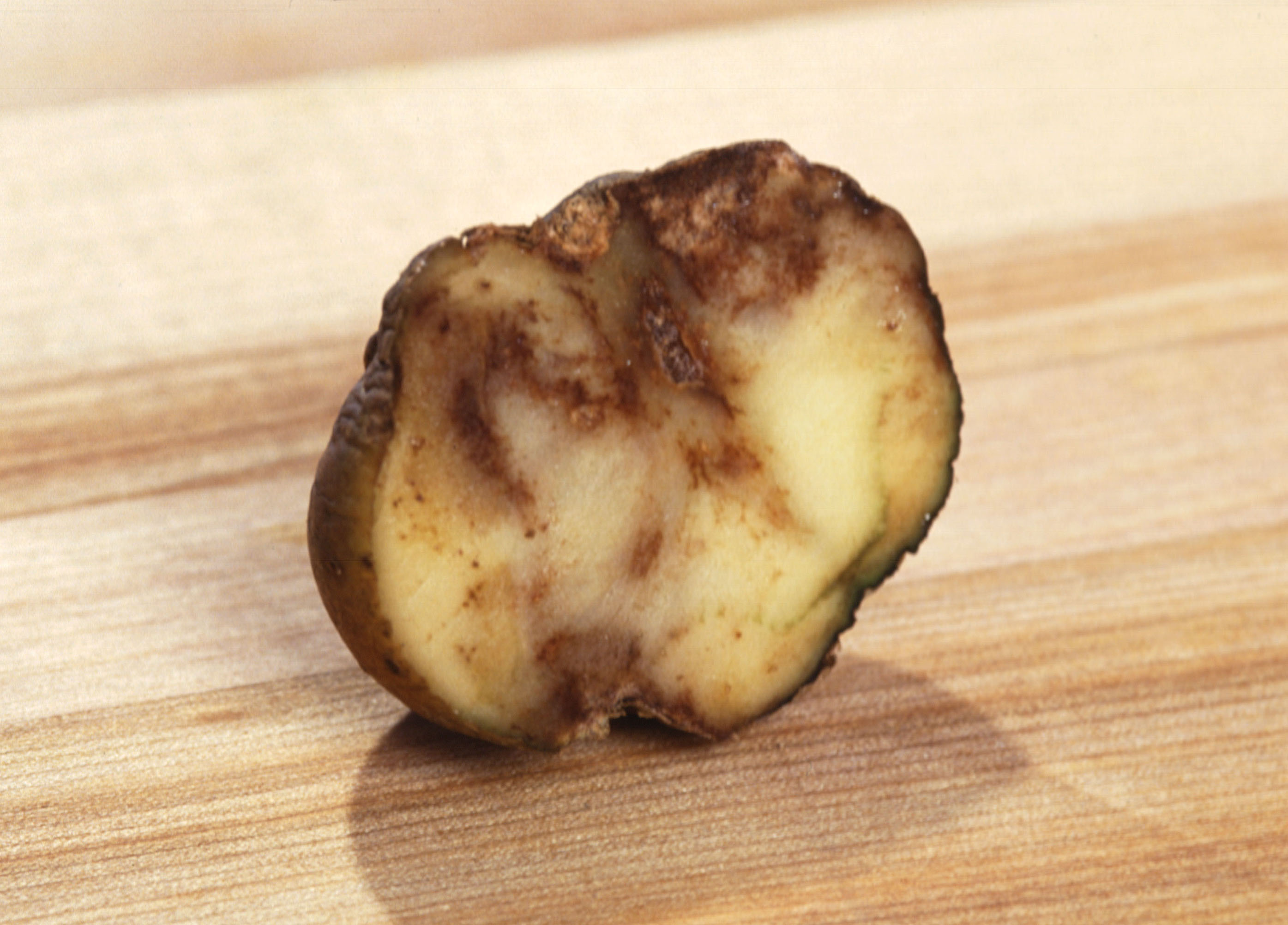
Plíseň bramborová

- plíseň bramborová (Phytophthora infestans)
- černá noha (Erwinia carotovora var. atroseptica)
- hnědá skvrnitost listů (Alternaria solani)
- kořenomorka bramborová (Rhizoctonia solani)
- strupovitost brambor (Streptomyces scabies)
- rakovinec bramborový (Synchytrium endobiotikum), karanténní, houbové[15]
- bakteriální kroužkovitost bramboru (Clavibacter michiganehsis subsp. sepedonicus), karanténní
- hnědá plíseň brambor
- fuzáriová hniloba (Fusarium ssp.)
- suchá fomová hniloba (Phoma foveata)
- mokrá bakteriální hniloba (Erwinia carotovora)
- stolbur bramboru, karanténní mykoplazmóza

Ochrana proti těmto chorobám spočívá v pěstování odolných odrůd, aplikaci fungicidů a správné agrotechnice od sadby po skladování.

#### Viry a viroidy
- Y virus bramboru (PVY)
- virus svinutky bramboru (PLRV)

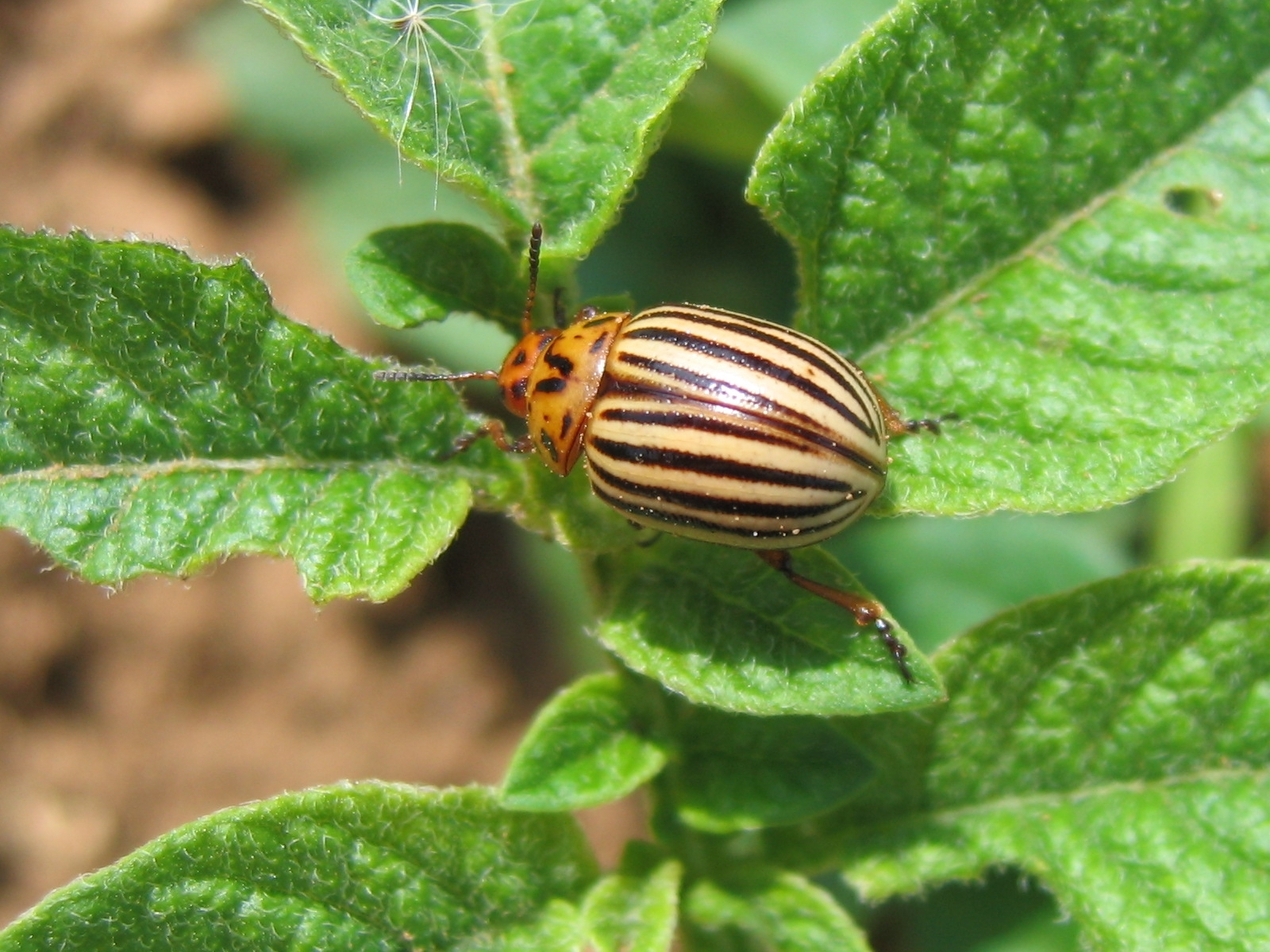
Mandelinka bramborová

- A virus bramboru PVA a další viry (PVM, PVS, PVX, PMTV, TRV)
- viroid vřetenovitosti (potato spindle tuber viroid, PSTVd)

Některé kmeny výše uvedených virů jsou karanténní. Význam virových chorob je u brambor znásoben faktem, že se brambory běžně množí vegetativně, tj. klonováním a neprochází tak očistným stádiem přes semeno. Ochrana spočívá v používání certifikované sadby, odstranění vektorů insekticidy nebo fungicidy, používání rezistentních odrůd a odstraňování infikovaných rostlin.

#### Vyšší škůdci
Mezi nejvýznamnější škůdce patří háďátko bramborové (Globodera rostochiensis a G. pallida), které je rovněž karanténní. Tento škůdce dokáže v půdě přežívat poměrně dlouho, takže pozemky jím zamořené nelze používat pro pěstování brambor po dobu 20–25 let i déle. Notoricky známým škůdcem je též mandelinka bramborová, jejíž larvy požírají listy.